# Psittacule à poitrine orange
Cyclopsitta gulielmitertii
Espèce
Statut de conservation UICN

 LC  : Préoccupation mineure
La Psittacule à poitrine orange (Cyclopsitta gulielmitertii) est une espèce d'oiseaux de la famille des Psittacidae.

## Description
Cet oiseau mesure environ 13 cm.
Il présente un plumage vert pour les parties supérieures et les sous-caudales, un bec et des pattes noirâtres. Les joues sont jaunes (plus ou moins pâles selon les sous-espèces, voire bleues chez la femelle de la sous espèce suavissima) avec une tache allongée bleu noir.
Les colorations du front et de la poitrine permettent de distinguer les sexes et les sous-espèces.

## Sous-espèces
D'après la classification de référence (version 5.2, 2015) du Congrès ornithologique international, cette espèce est constituée des sept sous-espèces suivantes (ordre phylogénique) :
- Cyclopsitta gulielmitertii melanogenia proche de la sous-espèce précédente mais aux couleurs plus pâles.
- Cyclopsitta gulielmitertii gulielmitertii dont le mâle présente une poitrine orange et un front bleu et la femelle une poitrine verte, des marques sur les joues plus larges, des couvertures auriculaires orange, une tache frontale plus petite ainsi qu'une marque bleu ciel sous la gorge ;
- Cyclopsitta gulielmitertii nigrifrons proche de la sous-espèce précédente mais avec le front noirâtre ;
- Cyclopsitta gulielmitertii ramuensis intermédiaire entre nigrifrons et amabilis ;
- Cyclopsitta gulielmitertii amabilis présentant un front nettement noir, les joues et la poitrine crèmes chez le mâle, les joues crème clair avec des marques noires et la poitrine orange chez la femelle ;
- Cyclopsitta gulielmitertii suavissima dont le mâle a le front bleu, des joues crème clair avec des marques noires très larges et la poitrine orange tandis que la femelle a le front et les joues bleus, les zones périauriculaires orange et la poitrine verdâtre ;
- Cyclopsitta gulielmitertii fuscifrons proche de la sous-espèce précédente mais avec le front noir et chez le mâle des marques sur les joues plus petites ;

## Habitat
Cet oiseau vit dans les savanes, dans les forêts de plaine et dans quelques forêts primaires au-delà de 500 m d'altitude.

## Répartition
Cet oiseau vit dans la bande côtière de la Nouvelle-Guinée (péninsule de Doberai et Salawati).

## Comportement
Cet oiseau vit en petits groupes sur les cimes des arbres les plus hauts. Il grimpe de manière très agile et très rapide.

## Alimentation
La Psittacule à poitrine orange se nourrit de fruits (en particulier de figues), de graines, de baies et de nectar et parfois d'insectes et de larves.